# Vasilij Grigor'evič Zajcev
Vasilij Grigor'evič Zajcev GSS (in russo Василий Григорьевич Зайцев?; Eleninskoe, 23 marzo 1915 – Kiev, 15 dicembre 1991) è stato un militare sovietico e cecchino che combatté nella seconda guerra mondiale. Il suo primo campo di battaglia fu Stalingrado, dove tra il 10 ottobre e il 17 dicembre 1942 uccise 225 tra soldati e ufficiali della Wehrmacht e altri eserciti dell'Asse.

## Biografia
Vasilij Grigor'evič Zajcev nacque il 23 marzo 1915 a Eleninskoe, un piccolo villaggio sugli Urali, da una famiglia di contadini. Crebbe imparando a cacciare le renne e i lupi in compagnia del nonno e del fratello minore Maksim. Nel 1927, a 12 anni, uccise al primo colpo un lupo con un Berdan, che era a malapena in grado di portare sulla schiena, mentre nel 1933 si diplomò in ingegneria civile a Magnitogorsk.

### Carriera militare
Nel 1937, a 22 anni, si arruolò volontario nelle forze armate sovietiche e prestò servizio nella Marina Sovietica, come impiegato di artiglieria navale a Vladivostok, con il rango di sottufficiale capo. Tuttavia, nel giugno 1941, con l'avvio dell'Operazione Barbarossa da parte del Terzo Reich, Zajcev fu trasferito in prima linea nell'Armata Rossa insieme agli altri volontari. Il 22 settembre 1942 fu assegnato al 2º Battaglione, 1047º Reggimento Fucilieri della 284ª Divisione Fucilieri, all'epoca parte della 62ª Armata Sovietica di stanza a Stalingrado dal 17 settembre.
Servì nel 1047º Reggimento come cecchino insieme al suo compagno Nikolai Kulikov e prima del 10 ottobre aveva già ucciso 32 soldati tedeschi della Wehrmacht con il Mosin-Nagant d'ordinanza (trëchlinejka, fucile da tre linee, ovvero calibro 7,62). Si stima inoltre che i 28 cecchini da lui addestrati abbiano ucciso più di 3000 nemici. Alcune fonti riportano che i risultati di Zajcev furono notevoli, ma un soldato sovietico ignoto, identificato solo come Zikan, avesse ucciso 224 soldati al 20 novembre.
Nell'ottobre 1942, con il grado di tenente giovane, Zajcev, ormai sotto l'attenzione dalla propaganda sovietica, continuò nel corso della battaglia di Stalingrado, dove uccise circa 242 tra soldati e ufficiali tedeschi. Nel gennaio 1943, ferito agli occhi da un attacco di mortaio, fu curato dal dottor Vladimir Filatov, che gli ridiede la vista. Decorato con la medaglia Eroe dell'Unione Sovietica, poté continuare la guerra sul fronte del Nistro (o Dniestr) col grado di capitano. Nel 1943 divenne membro del Partito Comunista dell'Unione Sovietica e nell'aprile 1945 prese parte alla battaglia delle alture di Seelow, in Germania.
Secondo il generale Vasilij Ivanovič Čujkov (comandante supremo della 62ª Armata Sovietica a difesa di Stalingrado) i tedeschi, nel tentativo di ucciderlo, mandarono a Stalingrado il colonnello (Standartenführer) delle Waffen-SS Heinz Thorwald, ex-capo di una scuola di cecchini della Wehrmacht a Berlino. Si narra che Zajcev, dopo una lotta durata tre giorni, abbia intravisto il suo cacciatore appostato sotto una lamiera di ferro; stando al racconto, Zajcev lo uccise con l'appoggio di un cecchino suo compagno. La battaglia tra i due, in forma romanzata, fu raccontata nel film Il nemico alle porte.
Il mirino telescopico del fucile di Thorwald, il più importante dei trofei di caccia di Zajcev, è al Museo dell'Armata Rossa di Mosca. È bene tenere presente che, tuttavia, l'intera storia rimane a metà tra realtà e fantasia, non essendovi mai state conferme ufficiali. Il duello non trova infatti alcun riscontro nelle fonti ufficiali militari sovietiche, dove pure ogni azione compiuta da alcuni cecchini è riportata con dovizia di particolari.
I tiratori che addestrò segnarono l'inizio del "fenomeno dei cecchini" che diede tanto lustro alla 62ª Armata Sovietica. Si iniziò un ciclo di conferenze il cui scopo era la diffusione dell'esempio di Zajcev nella "filosofia" dei tiratori scelti, e soprattutto per scambiare e discutere idee sui principi di una specialità che, per lui, non si limitava alle capacità di tiro.

### Anni post bellici, vita personale e morte

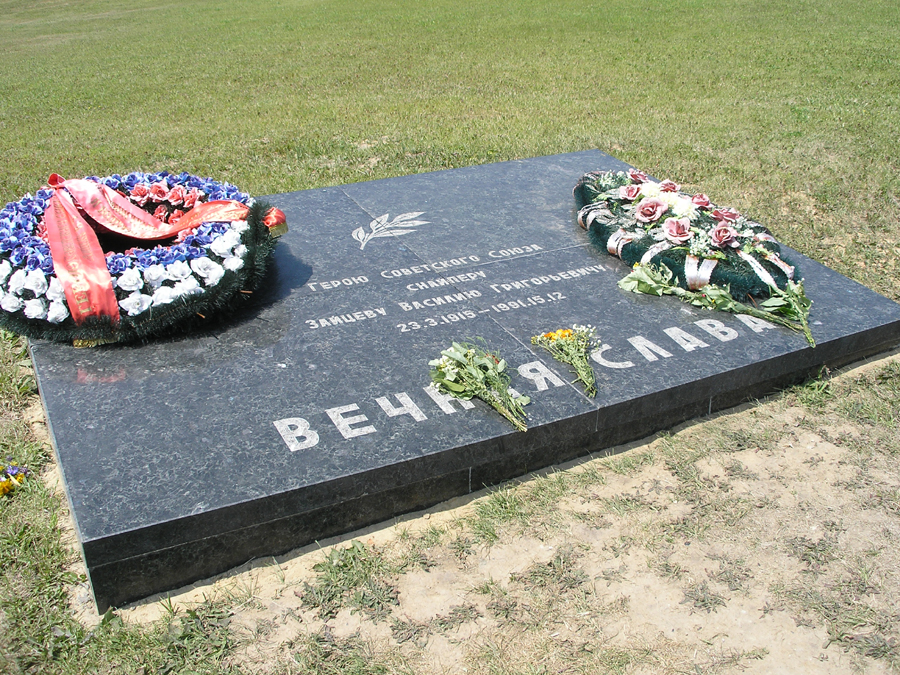
La tomba di Zajcev a Mamaev Kurgan, Volgograd.

Nel 1945, a guerra terminata, Zajcev si congedò con onore e si trasferì a Kiev, dove studiò alla facoltà di ingegneria tessile e divenne direttore in una fabbrica tessile locale. Dopodiché si sposò con Zinaida Zajceva e con lei ebbe quattro figlie.
Zajcev si spense a Kiev il 15 dicembre 1991, dieci giorni prima della dissoluzione dell'Unione Sovietica. Inizialmente fu sepolto a Kiev, nonostante la sua richiesta di essere sepolto a Volgograd.
Quindici anni dopo, il 31 gennaio 2006, Vasilij Zajcev fu seppellito al Mamaev Kurgan, nei pressi della statua colossale La Madre Patria chiama! con i più alti onori militari, esaudendo il suo ultimo desiderio di essere seppellito vicino al monumento dei difensori di Stalingrado. La sua bara è stata inumata nei pressi di un monumento che riporta la sua famosa frase: Non c'è terra per noi dietro il Volga.

## Decorazioni
- Cittadino Onorario dell'Eroica Città di Volgograd (7 maggio 1980)

## Altri cecchini sovietici
- Ivan Michajlovič Sidorenko: il primo tra i cecchini dell'Unione Sovietica, durante la seconda guerra mondiale, con 500 nemici uccisi[3]
- Fëdor Matveevič Ochlopkov: 429 nemici uccisi[5]
- Nina Alekseevna Lobkovskaja: 89 nemici uccisi[6]
- Ljudmyla Mychajlivna Pavličenko: 309 nemici uccisi[3]
- Vasilij Ivanovič Golosov: 422 nemici uccisi[6]

## Curiosità
La casa editrice fumettistica della DC Comics si ispirò a lui per la creazione del personaggio Deadshot.